# Irina Chudorosjkina
Irina Aleksandrovna Chudorosjkina (ryska: Ирина Александровна Худорошкина), född den 13 oktober 1968, är en rysk friidrottare som tävlar i kulstötning.
Chudorosjkinas genombrott kom år 1996 då hon först blev silvermedaljör vid inomhus-EM i Stockholm och senare bronsmedaljör vid Olympiska sommarspelen 1996. Samma år noterade hon sitt personliga rekord på 20,32. 
Under 2004 stängdes hon av två år för doping och var tillbaka till EM 2006 då hon slutade sjua. Hon blev silvermedaljör vid inomhus-EM 2007. Hon deltog även vid Olympiska sommarspelen 2008 men blev då utslagen i försöken.

## Personliga rekord
- Kulstötning - 20,32 meter